# Miles to Go
Miles to Go(마일즈 투 고)는 2009년 3월 3일 발행된 마일리 사이러스의 자서전이다.
그녀의 가족 관계, 매체에 대한 생각, 러브 스토리, 미래에 대한 포부 등에 관한 이야기가 적혀 있다. 또한 이 책은 발행하자 마자 뉴욕 타임즈 어린이 부문 베스트 셀러 1위를 기록하였다.